# Каштановогорлая оропендола
Каштановогорлая оропендола (лат. Psarocolius wagleri) — вид птиц рода оропендолы семейства трупиаловых. Встречается от Эквадора до Мексики. Выделяют 2 подвида.

## Подвиды
- P. w. wagleri (Gray, 1844) — встречается от северо-востока Никарагуа до юго-востока Мексики.
- P. w. ridgwayi (Van Rossem, 1934) — обитает от юго-запада Эквадора до юга Никарагуа[2].

## Описание
Оперение самца в основном чёрное с каштановой головой и шеей; надхвостье темно-каштановое; хвост ярко-желтый, за исключением двух темных центральных перьев. Радужная оболочка голубая, клюв беловатый, ноги черные. Оперение самки более тусклое, а живот темно-коричневый.

## Название
Видовое название дано в честь Иоганна Георга Ваглера (1800—1832), немецкого герпетолога и систематика.

## Продолжительность поколения
Продолжительность поколения каштановогорлых оропендол составляет 5,4 года